# Ikuo Matsumoto
Ikuo Matsumoto (Prefettura di Tochigi, 3 novembre 1941) è un allenatore di calcio ed ex calciatore giapponese, di ruolo attaccante.

## Statistiche

### Presenze e reti nei club
| Stagione | Squadra           | Campionato | Campionato | Campionato |
| Stagione | Squadra           | Comp       | Pres       | Reti       |
| -------- | ----------------- | ---------- | ---------- | ---------- |
| 1965     | Toyo Kogyo        | JSL        | 14         | 8          |
| 1966     | Toyo Kogyo        | JSL        | 14         | 6          |
| 1967     | Toyo Kogyo        | JSL        | 13         | ?          |
| 1968     | Toyo Kogyo        | JSL        | 14         | ?          |
| 1969     | Toyo Kogyo        | JSL        | ?          | ?          |
| 1970     | Toyo Kogyo        | JSL        | 14         | 7          |
| 1971     | Toyo Kogyo        | JSL        | ?          | ?          |
|          | Totale Toyo Kogyo |            | 88         | 31         |